# Nick Knattertons Abenteuer
Nick Knattertons Abenteuer (Untertitel: Der Raub der Gloria Nylon) ist ein deutscher Spielfilm in Schwarzweiß von Hans Quest. Das Drehbuch von Werner P. Zibaso beruht auf den gleichnamigen Comic-Geschichten von Manfred Schmidt. In der Bundesrepublik Deutschland kam der Film am 15. Januar 1959 in die Kinos.

## Handlung
Nick Knatterton eilt der Ruf voraus, von allen Detektiven der wahre Meister zu sein, was darauf zurückzuführen ist, dass er, wie weiland Sherlock Holmes, messerscharf kombinieren und, wenn es sein muss, noch schärfer zuschlagen kann. Eine große Hilfe ist ihm dabei seine Sekretärin Trudchen Taste, die nicht nur ihren Chef anhimmelt, sondern auch immer wieder durch das Verbreiten dummer Geschichten negativ auffällt. Stets, wenn ein Kriminalfall als unlösbar gilt, ist Nick Knatterton zur Stelle, so auch im jüngsten:
Die wohlbehütete und verwöhnte Tochter des Millionärs Lucius Xaver Nylon, Inhaber der angesehenen Firma Vereinigte Kunstfaser AG, ist entführt worden. Hinter der Tat stecken die attraktive Gangsterchefin Virginia Peng, Inhaberin der weniger feinen Alibi-Bar, unterstützt von den Ganoven Tresor-Otto und Bobby Schnieke. Das Trio hat aber auch zwei nicht zu unterschätzende Gegenspieler vom Format eines Kleiderschrankes, die Spediteure Max und Hugo, die stets bestrebt sind, ihren Unterwelt-Kollegen deren fette Beute wieder abzujagen.
Bei einem so aufsehenerregenden Fall wie dem der Gloria Nylon hat natürlich auch die Presse ihre Hände mit im Spiel. Eddie Schulz ist der rasende Reporter, der zufällig Wind von dem Verbrechen bekommt. Weil er dabei ein Auge auf die schöne Millionärstochter geworfen hat, nimmt er es auch gerne in Kauf, in ihrer Gegenwart gefesselt zu werden. So ist er hautnah dabei, wenn Nick Knatterton auf seine unnachahmliche Weise den verzwickten Kriminalfall der Gloria Nylon zu einem guten Ende bringt, was ihm zu einer spektakulären Story bei seiner Zeitung verhilft.

## Produktion
Die Innenaufnahmen des Films wurden im Filmatelier Göttingen gedreht. Die Außenaufnahmen entstanden in Göttingen, Kassel sowie auf Schloss Berlepsch bei Witzenhausen.

## Lied
Das in dem Film gesungene Lied Oh, Nick Knatterton! hat die Form eines schnellen Foxtrotts. Der Text stammt von Walter Brandin und die Musik von Friedrich Meyer (also nicht von Willy Mattes, von dem zu diesem Streifen die meiste Musik beigesteuert wurde.) Die ersten vier Zeilen des Refrains lauten:
Oh, Nick Knatterton! Oh, Nick Knatterton!

Jeder Gauner bebt allein vor deinem Lächeln schon;

Nur ein Schuß, und hundertzehn Banditen röcheln schon!

Oh, Nick Knatterton! Oh, Nick Knatterton!

## Kritiken
„Die Schmidtsche Karikaturenserie vom Superdetektiv Knatterton rückübersetzt in einen Spielfilm, der sich als Kriminalgroteske versucht. Hans Quest (Regie) hat diesen Ulk mit ziemlich grober Hand angefaßt. Ab und zu ein gelungener Gag.“

„Ein knalliger und witzreicher Spottfilm um den Detektiv Nick Knatterton. Kein großer Film, aber ein herzhaftes und nachhaltiges Vergnügen ab 16 Jahren.“

## Quelle
- Programm zum Film (Illustrierte Film-Bühne, vereinigt mit Illustrierter Film-Kurier, Vereinigte Verlagsgesellschaften Franke & Co. KG, München, Bestellnummer 4643)